# Xuwen

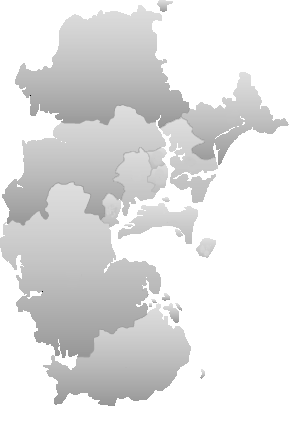
Lage des Kreises Xuwen im Gebiet der bezirksfreien Stadt Zhanjiang

Xuwen (徐闻县,  Xúwén Xiàn) ist ein südchinesischer Kreis in der Provinz Guangdong. Er gehört zum Verwaltungsgebiet der bezirksfreien Stadt Zhanjiang. Er hat eine Fläche von 1.954 Quadratkilometern und zählt 633.258 Einwohner (Stand: Zensus 2020). 

## Administrative Gliederung
Der Kreis Xuwen setzt sich aus vierzehn Großgemeinden und zwei Gemeinden zusammen. Diese sind:
- Großgemeinde Xucheng 徐城镇
- Großgemeinde He’an 和安镇
- Großgemeinde Qujie 曲界镇
- Großgemeinde Jinhe 锦和镇
- Großgemeinde Xinliao 新寮镇
- Großgemeinde Xiayang 下洋镇
- Großgemeinde Qianshan 前山镇
- Großgemeinde Longtang 龙塘镇
- Großgemeinde Hai’an 海安镇
- Großgemeinde Maichen 迈陈镇
- Großgemeinde Xilian 西连镇
- Großgemeinde Xiaqiao 下桥镇
- Großgemeinde Nanshan 南山镇
- Großgemeinde Wailuo 外罗镇

- Gemeinde Chengbei 城北乡
- Gemeinde Jiaowei 角尾乡